# Mooresville Township
Mooresville Township est un ancien township, situé dans le comté de Livingston, dans le Missouri, aux États-Unis,.
Le township est probablement baptisé en référence à Andrew Jackson, 7e président des États-Unis.

### Source de la traduction
- (en) Cet article est partiellement ou en totalité issu de l’article de Wikipédia en anglais intitulé « Mooresville Township, Livingston County, Missouri » (voir la liste des auteurs).